# Therion
I Therion sono un gruppo musicale heavy metal svedese, formatosi nel 1987 a Väsby, un sobborgo di Stoccolma. Sono considerati tra i maggiori esponenti del symphonic metal.

## Storia del gruppo

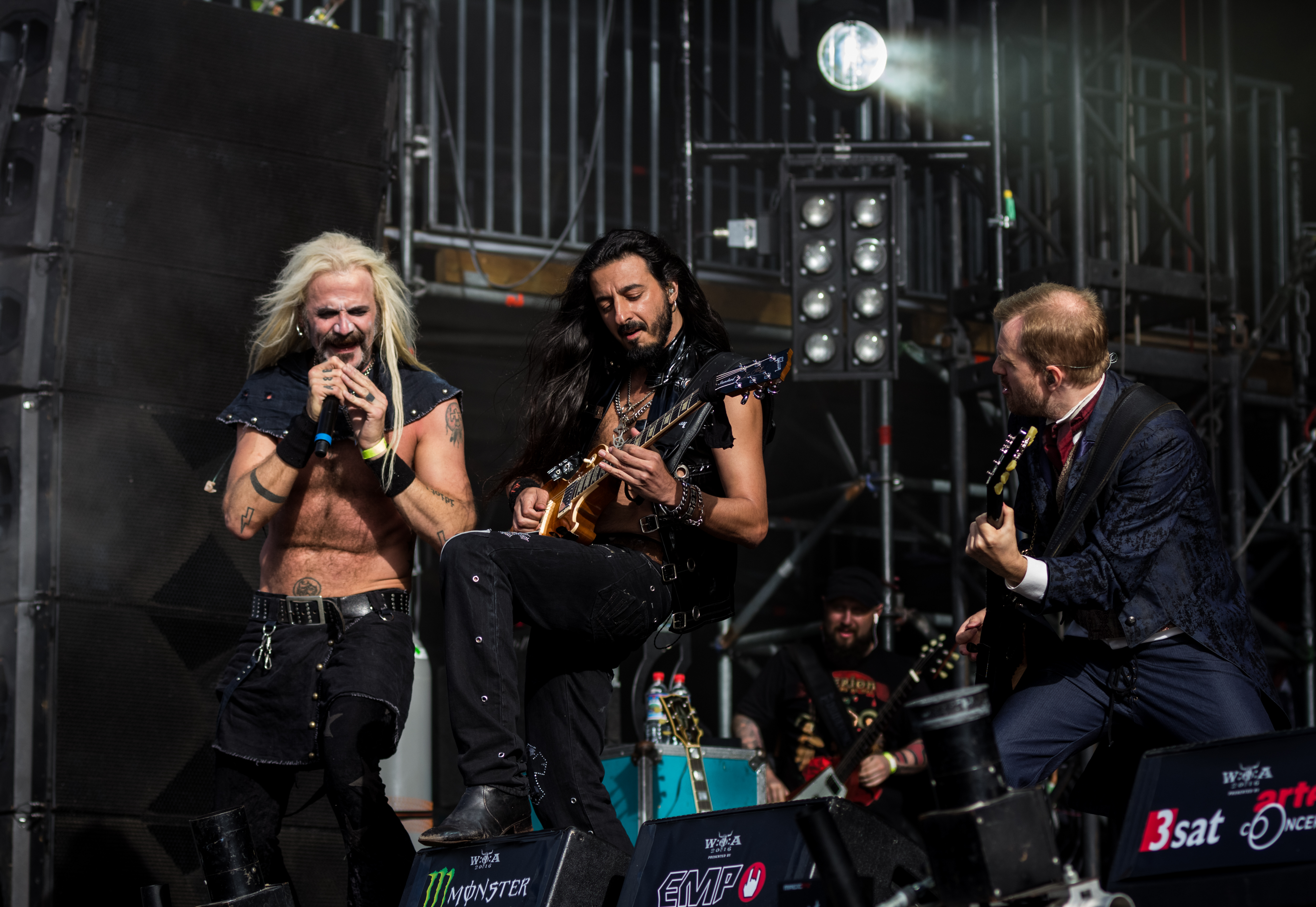
Snowy Shaw, Christian Vidal e Christofer Johnsson al Wacken Open Air 2016

Nel 1988 Christofer Johnsson formò una band chiamata Megatherion prendendo spunto dall'album To Mega Therion del 1985 dei Celtic Frost. In seguito trasformò il nome in Therion (θηρίον), che in greco significa "bestia selvaggia", nome preso in prestito dal maestro Therion della teosofia esoterica di Thelema, a sua volta mutuato dalla nomenclatura filomatica. All'inizio il suono della band era orientato verso il death metal ma si è poi "contaminato" con elementi orchestrali, canti dai timbri e dalle melodie vicine alla lirica e da elementi gotici. I loro testi trattano principalmente di mitologia, occultismo, Satanismo e religioni pagane.

### Le origini

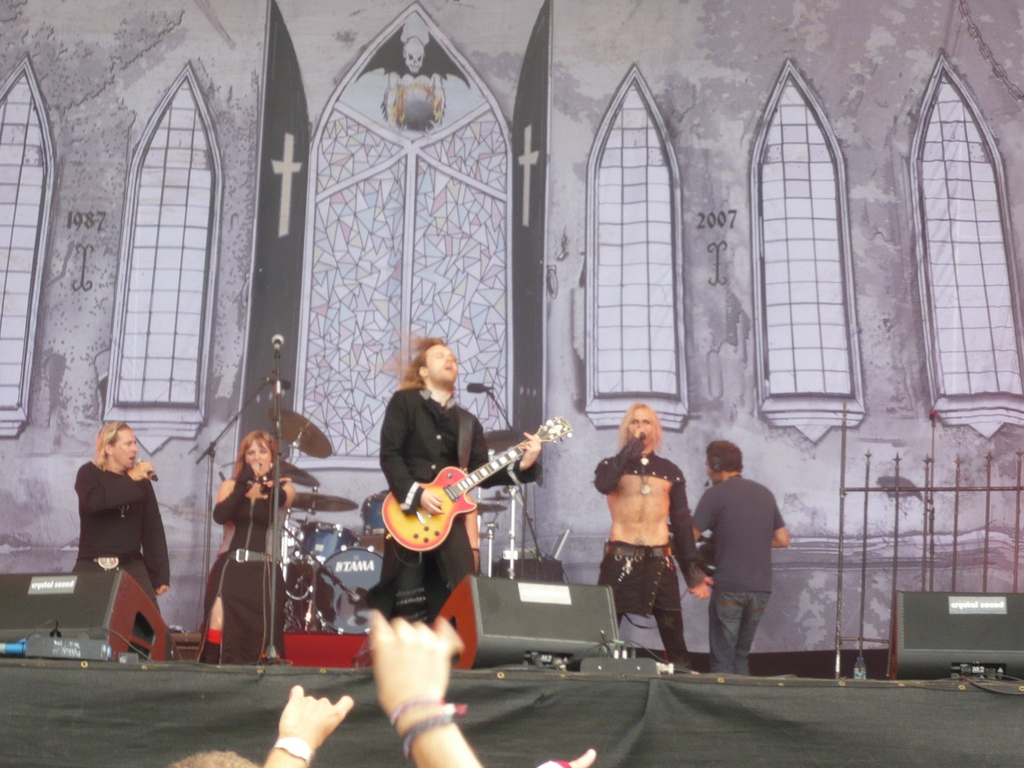
I Therion al Wacken Open Air 2007

I Therion si formarono con il nome di Blitzkrieg (da non confondere con l'omonima band britannica) a Upplands Väsby, Svezia. Il fondatore Christofer Johnsson ne era sia bassista che cantante. Il resto del gruppo era costituito da: Peter Hansson (chitarra) e Oskar Forss (batteria).
I Blitzkrieg erano originariamente influenzati da gruppi come Metallica, Slayer, Venom e Motörhead, gli ultimi due molto vicini alle sonorità generali della band. Il gruppo non produsse mai nessun demo e realizzò solo due concerti prima di sciogliersi nel 1988.
La band si riunì poi, con formazione invariata, sotto il nome di Megatherion, nome che venne quasi subito cambiato in Therion, ispirandosi al titolo di un album dei Celtic Frost (To Mega Therion), band molto influente sullo stile del gruppo. Johnsson decise di concentrarsi totalmente su voce e chitarra, aprendo le porte al nuovo bassista Erik Gustafsson, ex bassista della death metal band Dismember.

### Il debutto ed il primo contratto (1989-1993)

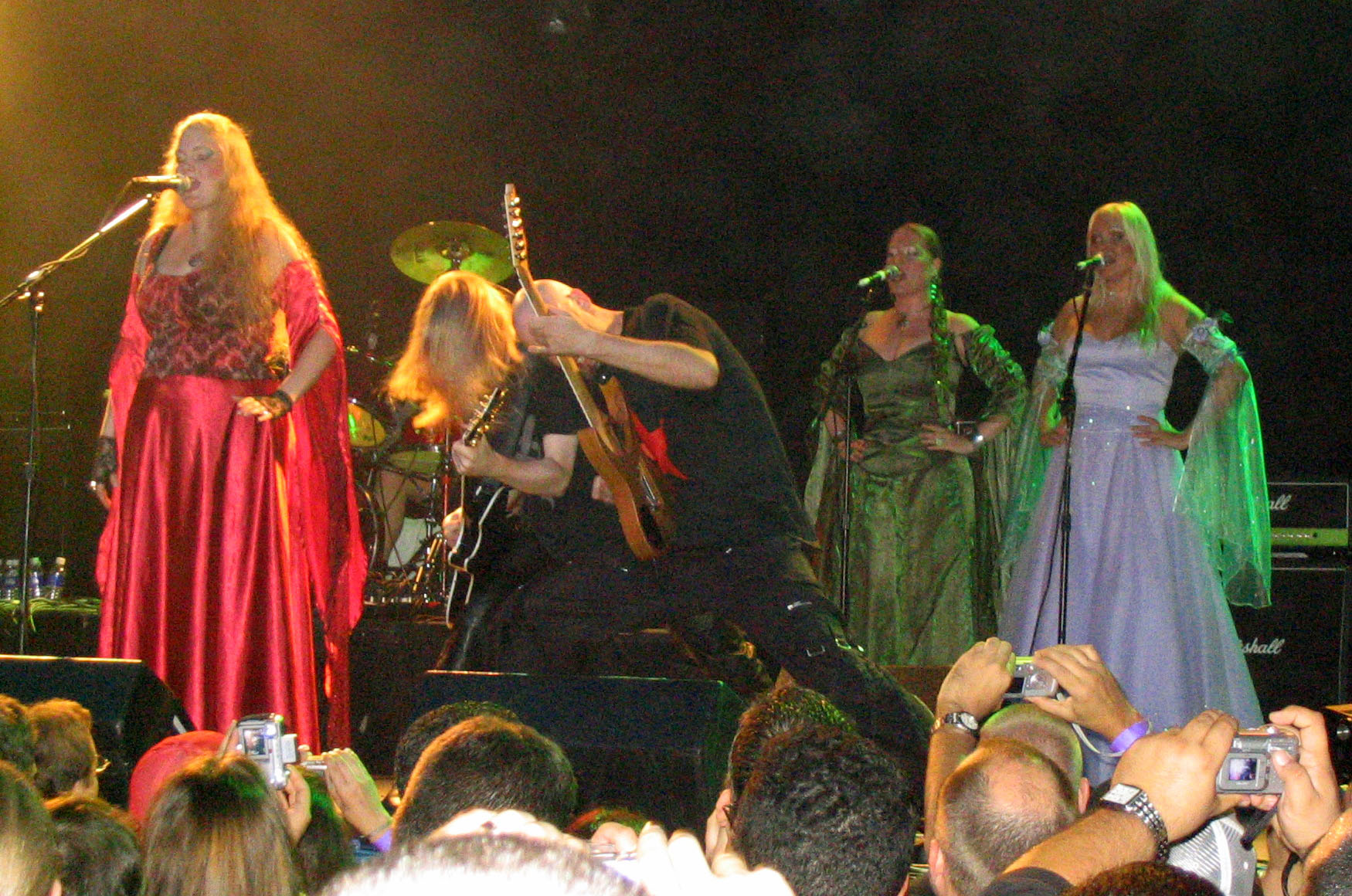
I Therion al ProgPower 2005 con l'ex-chitarrista Kristian Niemann

Il gruppo registrò i due demo-tapes Paroxysmal Holocaust e Beyond the Darkest Veils of Inner Wickedness nel 1989 con un sound di puro death metal. I due lavori vennero distribuiti solo in poche centinaia di copie, che però furono vendute tutte in poco tempo.
Il buon successo di pubblico fece prendere coraggio alla band che, poco tempo dopo, realizzò il primo EP autoprodotto Time Shall Tell, lavoro realizzato solo in 1 000 copie e venduto nei negozi locali. Proprio grazie a questa prima opera, la band si fece conoscere anche al di fuori dell'ambito locale e riuscì ad ottenere il primo contratto discografico con la Deaf Records che, in poco tempo, produrrà il loro primo album Of Darkness....
Of Darkness... contiene canzoni che Johnsson scrisse negli anni ottanta; infatti malgrado la band avesse nuovi brani, scelse di utilizzarli per il successivo album. In Of Darkness... la band incorporò nel sound elementi provenienti dal progressive metal. Contiene infatti molte influenze che non appartenevano agli stilemi classici del death metal di quegli anni. I testi delle canzoni sono di stampo politico, alla maniera dei Napalm Death e delle band hardcore punk degli anni '80. Il contratto stipulato con la Deaf Records era solo per un album, visto che la band non aveva un buon rapporto con la casa discografica. Perciò, dopo la realizzazione dello stesso, i Therion firmarono un contratto con la Active Records.
Nel 1992 il gruppo iniziò a registrare Beyond Sanctorum, il loro secondo album. Erik Gustafsson fu costretto a lasciare la band e fare ritorno nel suo paese natale: gli USA. La band continuò in forma di trio con Hansson e Johnsson al basso. Il disco ottenne un discreto successo e portò la band ad esibirsi per la prima volta dal vivo nei paesi dell'Europa centrale. Il disco Beyond Sanctorum mostra la volontà della band di sperimentare, con ancora più tastiere, e cantato pulito usato con parsimonia. I Therion da questo album in poi vengono considerati come una band death metal sperimentale. Da notare inoltre che, con l'uscita di Beyond Sanctorum, si ha un mutamento delle tematiche dei testi, che passano dalla politica e dalla società ad argomenti inerenti all'occultismo.
Dopo la registrazione di Beyond Sanctorum la band incorse in alcuni problemi. Forss decise di lasciare la band, la moglie infatti aspettava un secondo figlio, e la situazione finanziaria, unita alla vita da musicista, non collimavano con il ruolo di genitore. Hansson invece lasciò il gruppo a causa di problemi di salute.
I concerti della tournée olandese vennero portati avanti con una nuova formazione: Piotr Wawrzeniuk, che in precedenza suonava nei Carbonized venne arruolato come batterista (lui e Johnsson si conoscevano già, entrambi avevano suonato nei Carbonized); come chitarrista fu ingaggiato Magnus Barthelsson, un vecchio amico di Johnsson dai tempi del liceo, e al basso fu inserito Andreas Wahl, permettendo così a Johnsson di tornare a suonare la chitarra.

### La metamorfosi musicale (1993-1996)

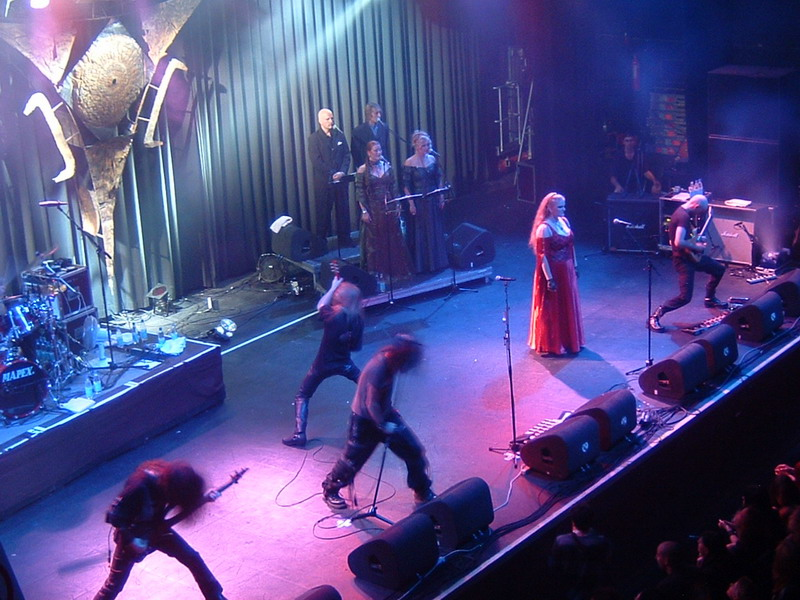
I Therion a Tilburg, nel 2004

Nel 1993, con la nuova formazione, il gruppo registra Symphony Masses: Ho Drakon Ho Megas, album altamente sperimentale che unisce i classici elementi death metal a contaminazioni provenienti dal jazz, dall'Industrial, dall'heavy metal e dalla musica sacra.
Il cambiamento fu mal digerito dai fan storici della band e dalla stessa Active Records, loro casa discografica dell'epoca, che decise di scaricarli. In realtà il cambio di sonorità venne apprezzato da nuove schiere di fan che apprezzarono le sperimentazioni che i Therion cercavano di porre all'attenzione del pubblico. Il gruppo venne allora messo sotto contratto dalla Megarock Records che offrì la possibilità di andare in tour per tutta la Germania assieme ai Grave ed ai Massacra.
Nonostante i buoni lavori il gruppo non riuscì a decollare dal punto di vista economico e commerciale, tanto che Barthelsson e Wahl dopo poco furono costretti ad abbandonare la band. Fredrik Isaksson venne preso come nuovo bassista. Dopo alcuni mesi di silenzio i Therion ricevettero un'offerta dalla Nuclear Blast, famosa etichetta discografica tedesca specializzata in musica metal. La precedente etichetta, la Megarock Records, decise di chiudere il contratto con la band senza nessuna penale, evento non comune nell'industria discografica. Nel 1994 il gruppo firmò con la Nuclear Blast per la distribuzione del nuovo album al di fuori dei confini svedesi e per la produzione dei loro futuri lavori.
Il primo con la nuova casa discografica fu Lepaca Kliffoth, che fu anticipato dal singolo intitolato The Beauty in Black. Il lavoro propose alti picchi di sperimentazione, soprattutto per quanto riguardava il cantato. Johnsson adottò un nuovo stile vocale e si fece affiancare da due cantanti lirici: il soprano Claudia Maria Mokri che già aveva collaborato con i Celtic Frost ed un basso. Questa produzione rappresenta il definitivo addio della band all'originario sound death metal. Il gruppo andò in tour in Germania con gli Annihilator e suonò per la prima volta in Sud America. Fredrik Isaksson lasciò la band per problemi personali e per dissidi con Wawrzeniuk; fu sostituito da Lars Rosenberg degli Entombed.
Le vendite commerciali non furono delle migliori. Nonostante ciò, e nonostante il budget a disposizione non fosse dei più rosei, Johnsson decise di continuare a lavorare, sfruttando soprattutto il filone sinfonico. Decise di chiamare Markus Steiger della Nuclear Blast dicendogli: "No more albums based on my vocals. And I need two choirs, a better recording studio, two producers and more time in the studio - if not I'd rather give up the band and stay happy with what I've achieved so far" (Niente più album basati sulla mia voce. E ho bisogno di due cori, uno studio di registrazione migliore, due produttori e più tempo in studio - altrimenti lascerò il gruppo e mi accontenterò di quello che ho fatto fino ad ora). La casa discografica decise di scommettere ancora sui Therion, Jonas Mellberg fu aggregato alla formazione e la band entrò in studio per quello che, fino ad allora, sarebbe stato il loro lavoro più sperimentale.

### Il periodo del "symphonic metal" (1996-oggi)

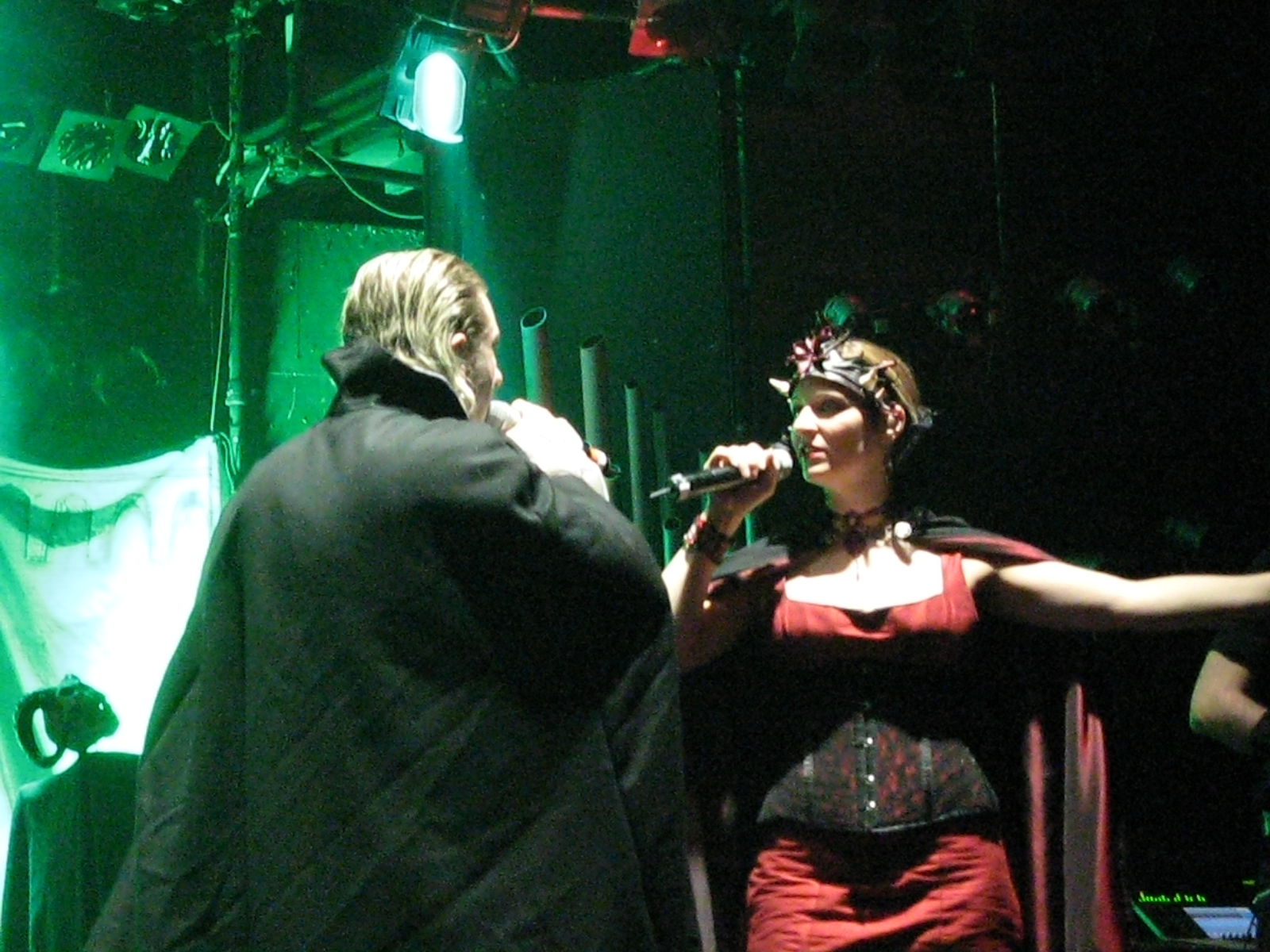
Snowy Shaw e Katarina Lilja eseguono "The Siren of the Woods" in duetto a Brixton, 2007

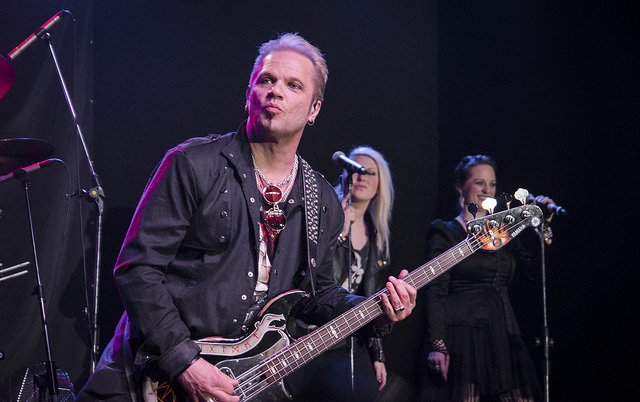
Nalle Påhlsson con i Therion a San Paolo, 2014

Il risultato fu intitolato Theli. Fu registrato agli Impuls Studio di Amburgo e tracciò la nuova direzione sonora della band. Johnsson considera quest'album il suo capolavoro ed anche la sua registrazione definitiva, nonostante l'alto livello di sperimentazione lo allontani dai classici gusti di chi ascolta death metal. La linea vocale si sviluppò con intermezzi di Johnsson, Wawrzeniuk e addirittura di Dan Swanö, facendo però sempre predominare la linea coristica-classica all'interno del tema principale. L'utilizzo delle tastiere si fece più pregnante tanto da portare la band ad essere scherzosamente soprannominata "Barmbek Symphony Orchestra".
Una volta conclusa la registrazione, il periodo del mixaggio e della masterizzazione furono particolarmente stressanti. Mellberg ebbe gravi problemi di alcolismo e fu sbattuto fuori dallo studio; non fece più ritorno nella band. Anche Rosenberg risentì di problemi dello stesso genere, ma la band riuscì a sopravvivere abbastanza a lungo da arrivare alla pubblicazione di Theli.
L'uscita dell'album fu problematica quanto la sua registrazione. Il singolo intitolato The Siren of the Woods uscì prima che la band cominciasse a promuovere il disco, ma fu fatto un errore nella stampa iniziale di Theli, così che all'interno del disco furono incisi dei cori tedeschi che cantavano Christmas carols. L'errore fu eliminato rapidamente e le copie "sbagliate" ritirate dal mercato, arrivando, oggi, a costituire una vera e propria rarità per i fan della band.
Il successo di Theli sorprese tutti, le vendite furono più del doppio di Lepaca Kliffoth e al gruppo venne offerto di andare in tour con gli Amorphis. Nonostante il successo riscontrato dai Therion, Johnsson si preoccupò molto della buona riuscita del tour: i pezzi erano molto elaborati e difficili da proporre in un live. I coristi erano troppo costosi per poter essere impiegati durante un intero tour di concerti e Johnsson non aveva molti soldi da spendere per lo spettacolo. La stessa Nuclear Blast pagò 56.000 marchi tedeschi, circa 28.000 euro, per l'intera registrazione di Theli, e Johnsson si rese conto di non poter chiedere altro denaro alla casa discografica. La soluzione fu quella di assumere dei coristi amatoriali che supportassero il gruppo durante il tour. Il risultato non fu perfetto ma comunque accettabile.
Johnsson ebbe, nello stesso periodo, problemi con alcuni membri della band. Wawrzeniuk, impegnato con gli studi, non poté partecipare al tour e venne sostituito alla batteria da un suo amico, Tommy Eriksson (meglio conosciuto per il progetto musicale Shadowseeds). Tobias Sidegard fu assunto per suonare la chitarra, mentre Kimberly Goss come tastierista e cantante. Il tour fu un grande successo ma Johnsson non fu soddisfatto del sound complessivo della band.
Anche il tour, però, non fu esente da problematiche di vario genere. I problemi di Rosenberg legati all'alcool si aggravarono tanto da farlo collassare sul palco durante uno show, e da inficiare fortemente le sue capacità di musicista. I coristi si adattarono difficilmente alla vita sregolata condotta dai membri della band, tanto che il soprano solista cominciò a fare uso di sostanze psicotrope. Johnsson non accettò di buon grado la situazione. Cacciò immediatamente Rosenberg dalla band e non utilizzò la cantante nei tour successivi.
Una seconda serie di concerti venne programmata con Wawrzeniuk come tenore e con due soprano professioniste. Il tour si sviluppò per buona parte del 1997 e riscosse un notevole successo. Nello stesso anno la band festeggiò il decimo anniversario con A'arab Zaraq - Lucid Dreaming che raccoglie parte dei brani non inseriti in Theli, alcune cover, più la colonna sonora del film "The Golden Embrace" che Johnsson aveva realizzato da solo.
Il tour incrementò le vendite del disco e la band ascese in popolarità nella schiera della comunità metal. La Nuclear Blast promise un innalzamento del budget loro dedicato, proprio in virtù del buon successo riscosso. L'unico problema era che il gruppo era ormai formato dal solo Johnsson, affiancato da una serie di musicisti che venivano via via cambiati o rimpiazzati.

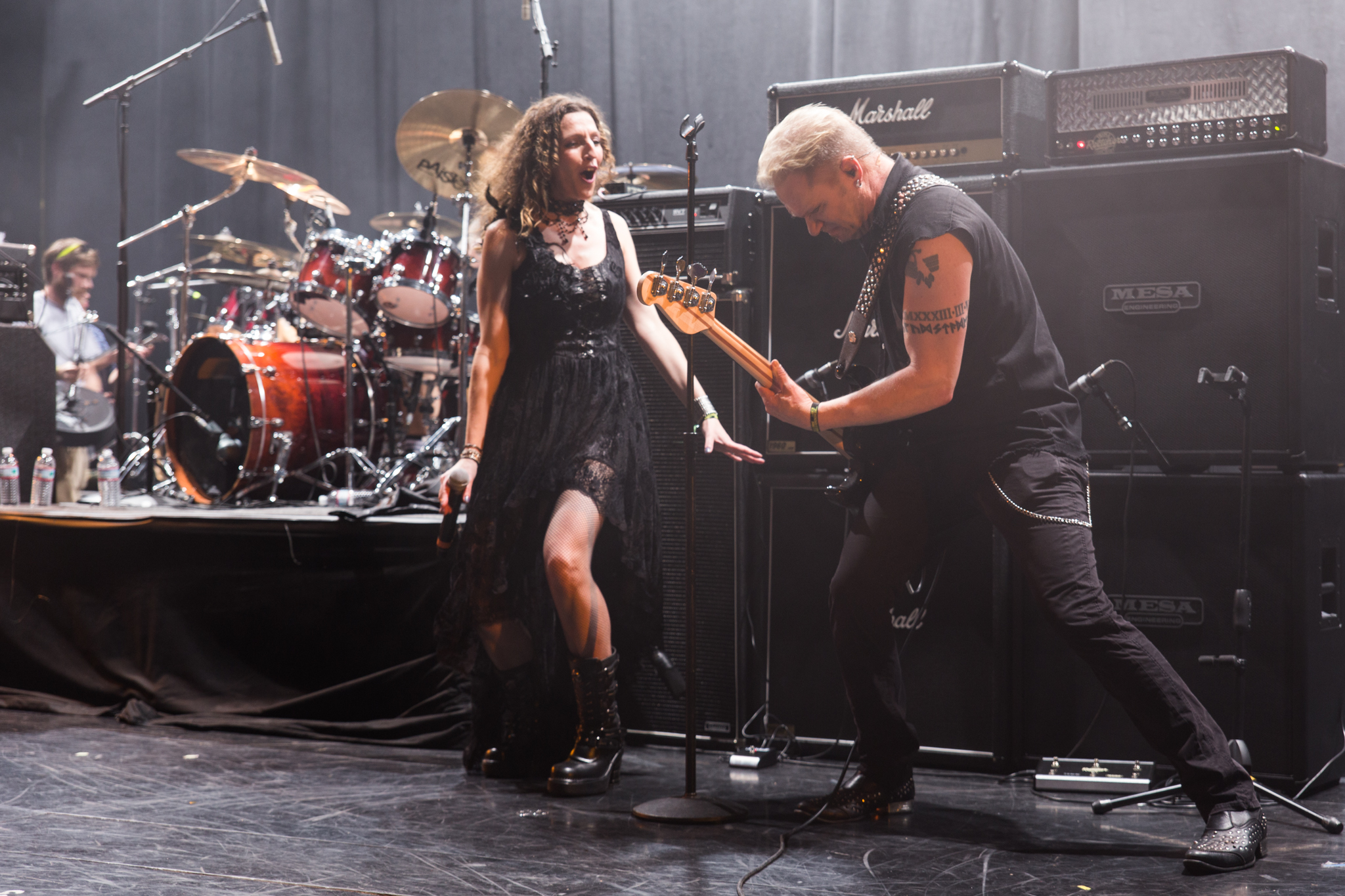
I Therion al 70000 Tons of Metal 2015

L'album successivo, Vovin, venne registrato con l'apporto di musicisti professionisti e di Tommy Eriksson che dette una mano con l'aggiunta di alcune chitarre. Nonostante sia stato realizzato con il nome di "Therion", essenzialmente si trattò di una produzione "solista" di Johnsson. Per la prima volta la registrazione fu portata avanti con l'ausilio di una vera e propria orchestra e con un numero considerevole di coristi. La cantante austriaca Martina Hornbacher (ora Martina Astner) e Sarah Jezebel Deva furono scelte come soprani soliste, e parteciparono anche al successivo tour della band. La registrazione risultò notevolmente più professionale, pulita e certamente più fruibile per il grande pubblico. Un singolo promozionale intitolato Eye of Shiva fu trasmesso dalle radio prima dell'uscita ufficiale dell'album, ed è ormai un pezzo da collezione per i fans dei Therion. Vovin ha venduto il doppio delle copie del precedente album.
Il gruppo capitalizzò il successo del nuovo lavoro ed andò in tour con i Moonspell. I concerti si estesero dalla Scozia all'Ungheria e dal Portogallo alla Finlandia. Al batterista Sami Karppinen venne offerto un ruolo permanente nella band. Karppinen era un musicista molto conosciuto in Svezia e con degli ottimi contatti nell'ambiente. Grazie a lui si unirono ai Therion Kristian Niemann alla chitarra e suo fratello Johan Niemann al basso. Finalmente il gruppo sembrò avere una formazione stabile.
Johnsson aveva già preparato il materiale per l'album successivo: Deggial. Materialmente si tratto ancora di un album "solista" ma suonato e registrato da una vera e propria band. Il nuovo lavoro risultò maggiormente sinfonico grazie soprattutto all'impiego di un'orchestra composta da un maggior numero di elementi. Il nuovo disco riuscì a vendere molte più copie di Theli, senza però raggiungere i livelli di Vovin. Il tour che ne seguì fu il primo che la band riuscì ad organizzare in "solitario", senza cioè fare da supporto ad altri gruppi famosi.
Durante il tour vennero accompagnati dai Voivod e supportati dai Flowing Tears. Molti e diversi cantanti si alternarono durante la tournée, tra i quali il più famoso fu Anders Engberg. La maggior parte dei fans non conosceva il suo nome, così il cantante iniziò ad essere soprannominato come "Il tizio pelato di cui nessuno conosce il nome".

### La sperimentazione "folk metal":Secret of the Runes

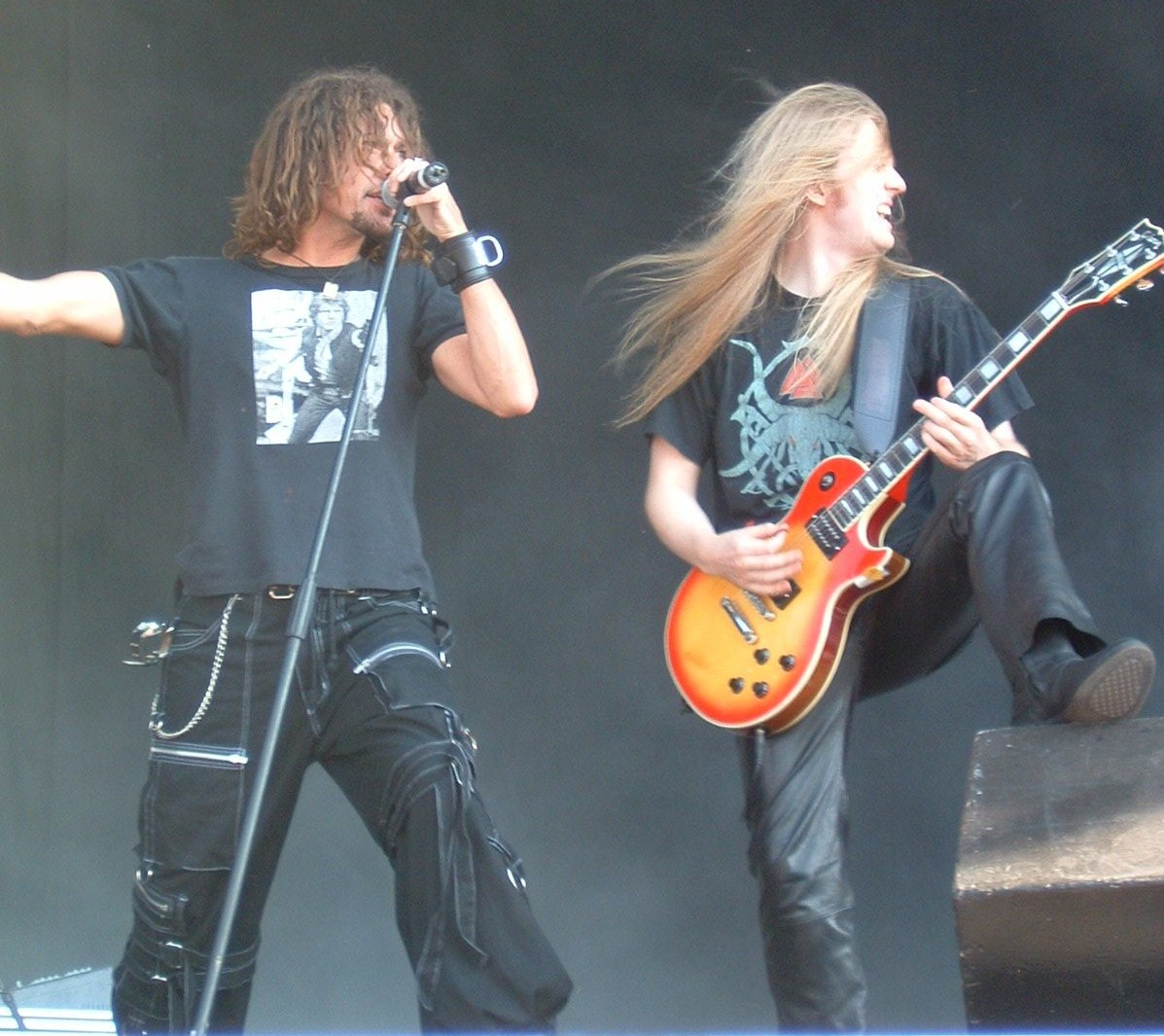
Mats Levén e Christofer Johnsson al M'era Luna Festival, 2004

Dopo Deggial Johnsson cominciò a comporre di nuovo. Aveva moltissime nuove idee da esplorare e sviluppare, tuttavia, dopo aver scritto sette brani, decise di prendere una nuova direzione. Il leader dei Therion desiderava lavorare sulle antiche religioni nordiche, quindi mise da parte i brani già composti per avventurarsi nel mondo del folk scandinavo ed iniziare a produrre un concept album basato su questi temi.
Johnsson aveva già scritto un paio di brani da utilizzare in un side project con il cantante della folk metal band Skyclad, progetto che però non andò mai in porto. Fece ascoltare i due pezzi ai fratelli Niemann, i quali chiaramente gli dissero: "Sono troppo buone - non puoi sprecarle in un altro progetto - devi usarle con i Therion". I pezzi rimanenti furono basati sui nove mondi dell'antica mitologia norrena. L'album prese il nome di Secret of the Runes ed uscì nel 2001.
Johnsson decise di utilizzare parte del budget previsto per l'album nella costruzione di uno studio di registrazione privato, così che i Therion non dovessero più fare i conti con i tempi di registrazione e con l'affitto delle sale (lo studio fu chiamato "modern art"). Karppinen divenne la "mente" dello studio: lo pianificò e partecipò attivamente alla sua costruzione. Secret of the Runes fu registrato qui, con Karppinen che fece sia da batterista che da tecnico del suono. Johnsson, non volendo utilizzare un direttore d'orchestra, istruì personalmente tutti i musicisti che parteciparono alla registrazione.
I Therion, grazie anche a questa registrazione, tornarono ad essere una vera e propria band, con Kristian Niemann che dette una mano dall'esterno alla composizione e agli arrangiamenti. La coesione della band ed il grande lavoro fatto da tutti i componenti portarono ad un risultato ottimale. Il disco espresse a pieno l'essenza dei Therion, mettendo in evidenza la loro natura ibrida, sempre a cavallo fra musica sinfonica e musica metal. Dopo il tour, in cui furono affiancati da Evergrey e My Insanity, Karppinen decise di lasciare la band per dedicarsi esclusivamente al "modern art studio". Fu certamente un duro colpo per il gruppo ma Karppinen fu abbastanza responsabile da individuare Richard Evensand come degno sostituto.
Nel 2001 fu realizzato Bells of Doom, CD che venne messo a disposizione esclusivamente dei membri del fan club ufficiale del gruppo (oggi chiamato "Therion Society"). L'iscrizione al club comporta tutta una serie di benefici, tra cui il poter comunicare direttamente col gruppo, un forum dedicato a cui partecipano anche i membri della band, uno store a loro riservato e altro ancora. Il CD realizzato nel 2001 conteneva molti pezzi rari, fra cui le registrazioni originali (datate 1987) di quando la band si chiamava ancora "Blitzkrieg".
Nel 2002 per festeggiare il quindicesimo anniversario della band i Therion realizzarono un doppio live intitolato Live in Midgård.

### La trilogiaLemuria/Sirius Be gli anni recenti

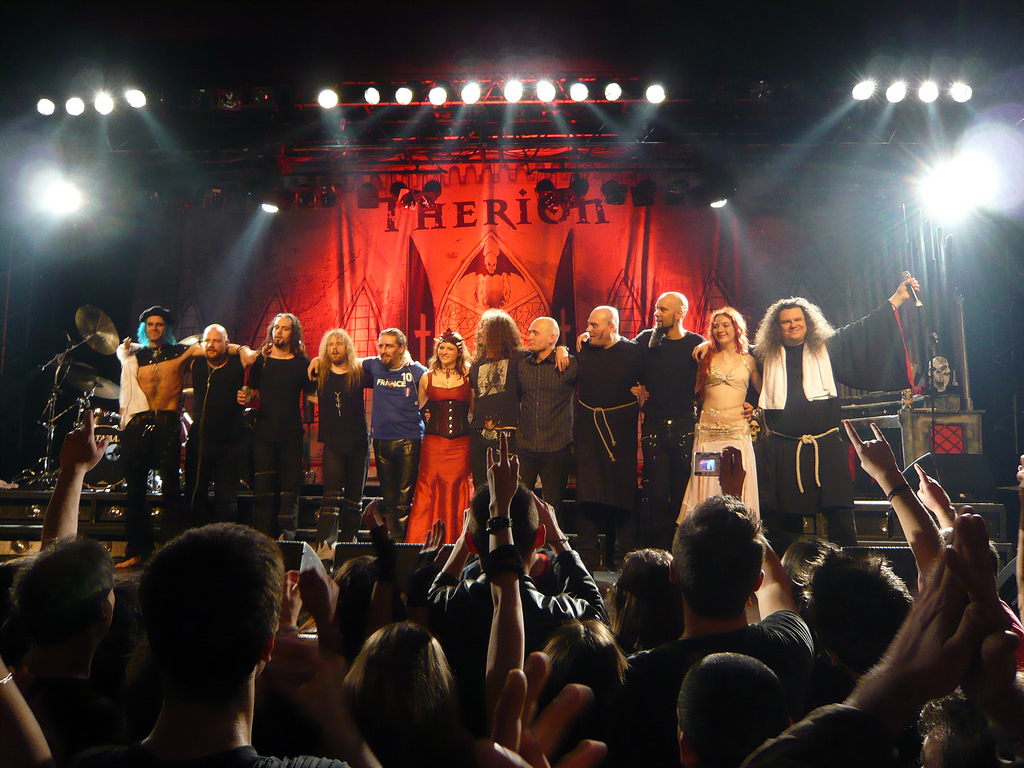
In concerto a Parigi nel 2007. All'estrema destra, Messiah Marcolin

Dopo il tour, la band decise di fare il punto della situazione in termini musicali. Si accorse allora di aver lavorato molto, sia grazie a Johnsson, che aveva prodotto un numero considerevole di brani, che ai fratelli Niemann. Complessivamente i Therion avevano a disposizione 55 nuovi brani. Nonostante alcuni non fossero ancora completi, il gruppo si rese conto di avere materiale per 3 nuovi album. I Therion decisero di far uscire i primi due contemporaneamente (Sirius B e Lemuria) e di produrre il terzo della trilogia in seguito. Per la registrazione vennero utilizzati 171 nuovi musicisti, 32 coristi e diversi solisti.
I due cd sono stati editi nel 2004, sia in versione "separata" che in "doppio pacco".
I due album impiegano più "chitarre" rispetto agli album precedenti, ma con sonorità maggiormente orecchiabili e melodiche e con riff professionali e complessi. Wawrzeniuk torna finalmente alla voce insieme a Mats Levén. Durante la registrazione il rapporto con il nuovo batterista Richard Evensand divenne un problema. Questi aveva fatto uno show (nel 2002) con i Therion e poi, nel mezzo della registrazione di Lemuria e Sirius B tornò sui suoi passi, riconsiderando il rapporto con la band. Il motivo fu una proposta di ingaggio da parte dei Soilwork: lui avrebbe voluto suonare con entrambe le band ma Johnsson non poteva accettare un batterista con un "conflitto di interessi". Disse a Evensand di fare una scelta fra i due gruppi, o comunque di garantire che i Therion sarebbero sempre stati la sua "priorità". Il batterista aderì alla proposta di Johnsson, garantendo la priorità ai Therion. Garanzia che ben presto si dovette scontrare con le esigenze dei Soilwork, che si trovarono ad avere alcune date dei loro concerti in conflitto con quelle dei Therion. Alla fine Evensand decise di dedicarsi esclusivamente ai Soilwork. Venne sostituito da Petter Karlsson, che portò a termine il tour con il gruppo.
Il 18 luglio 2005 uscì la compilation Atlantis Lucid Dreaming, un mix delle tracce presenti in A'arab Zaraq - Lucid Dreaming (1997) ed in Crowning of Atlantis (1999). La copertina raccoglie, in piccolo, l'immagine dei due album.
Nel 2007 fu la volta dell'album Gothic Kabbalah. Nel maggio dello stesso anno fu annunciato, poco prima del riuscitissimo concerto al Wacken Open Air, che Mats Levén non avrebbe più cantato con la band: verrà sostituito da Thomas Vikström.
Nell'estate 2008, terminato da tempo il tour di Gothic Kabbalah, sono state date quasi contemporaneamente due notizie che hanno scosso tutti i fan della band: la pubblicazione del CD/DVD dal vivo Live Gothic (primo DVD della band), registrato durante il concerto del 14 febbraio 2007 a Varsavia, in Polonia e la fine di quella che viene considerata "la miglior formazione di sempre dei Therion" (the best line up ever). Escono infatti dal gruppo Kristian Niemann, Johann Niemann e Petter Karlsson, per divergenze musicali con Johnsson.
La nuova formazione, annunciata il 31 agosto 2008, comprende, oltre a Johnsson, Thomas Vikström e Snowy Shaw alla voce, il batterista Johan Koleberg, ex Lion's Share, e il bassista Nalle Påhlsson, considerato una specie di "Bob Daisley svedese" il cui ingresso nella band è stato caldeggiato dallo stesso Vikström. Nel giugno 2010 per il posto di chitarra solista è stato presentato l'argentino Christian Vidal.
Nel settembre del 2010 è uscito il nuovo album Sitra Ahra, che chiude la trilogia aperta con Lemuria e Sirius B (fatto riscontrabile anche nella presenza della traccia Kali Yuga part 3, le cui prime due parti erano racchiuse proprio in Sirius B), mentre l'album Gothic Kabbalah si discostava musicalmente dai precedenti risultando complessivamente in uno stile meno "sinfonico" per la minor presenza di parti corali.
Nel 2015 è stata presentata l'italiana Chiara Malvestiti (soprano) nella veste di live singer.

## Formazione

### Formazione attuale
- Thomas Vikstrom - voce (2007-presente)
- Christofer Johnsson - chitarra, tastiere, voce (1987-presente)
- Chiara Malvestiti - voce (soprano lirico-drammatico, live singer) (2015-presente)
- Rosalía Sairem - voce (2019-presente)
- Christian Vidal - chitarra (2010-presente)
- Nalle Påhlsson - basso (2008-presente)
- Sami Karppinen - batteria (1998-2003) (2017-presente)
- Katarina Lilja - voce (2006-2011; dal 2012 solo in studio)

### Ex componenti
- Peter Hansson - chitarra (1987-1993)
- Oskar Forss - batteria (1987-1993)
- Erik Gustafsson - basso (1987-1992)
- Piotr Wawrzeniuk - batteria, voce (1992-1996), chitarra (2004)
- Magnus Barthelsson - chitarra (1993-1994)
- Andreas Wahl - basso (1993-1994)
- Fredrik Isaksson - basso (1994)
- Lars Rosenberg - basso (1994-1996)
- Jonas Mellberg - chitarra (1995-1996)
- Kimberly Goss - tastiere (1996-1997)
- Sami Karppinen - batteria (1998-2001)
- Sarah Jezebel Deva - voce (1997-2002)
- Richard Evensand - batteria (2001-2004)
- Kristian Niemann - chitarra (2000-2008)
- Johann Niemann - basso (2000-2008)
- Petter Karlsson - batteria (2004-2008)
- Snowy Shaw - voce (2006-2013)
- Lori Lewis - voce (soprano leggero) (2007-2014)
- Sandra Laureano - voce (soprano drammatico) (2014-2015)
- Isa García Navas - voce (soprano leggero) (2015)
- Karin Fjellander - soprano (2004-2005)
- Martina Astner - voce (1998-1999)
- Linnea Vikstrom - voce (2010-2019)
- Mats Levén - voce (2004-2008; 2019)

## Discografia

### Album in studio
- 1991 - Of Darkness...
- 1992 - Beyond Sanctorum
- 1993 - Symphony Masses: Ho Drakon Ho Megas
- 1995 - Lepaca Kliffoth
- 1996 - Theli
- 1997 - A'arab Zaraq - Lucid Dreaming
- 1998 - Vovin
- 1999 - Crowning of Atlantis
- 2000 - Deggial
- 2001 - Secret of the Runes
- 2004 - Lemuria
- 2004 - Sirius B
- 2007 - Gothic Kabbalah
- 2010 - Sitra Ahra
- 2012 - Les Fleurs du mal
- 2018 - Beloved Antichrist
- 2021 - Leviathan
- 2022 - Leviathan II
- 2023 - Leviathan III

### Album dal vivo
- 2002 - Live in Midgård
- 2008 - Live Gothic
- 2009 - The Miskolc Experience
- 2014 - Adulruna Rediviva and Beyond

### Singoli
- 1995 - The Beauty in Black
- 1996 - The Siren of the Woods
- 1998 - Eye of Shiva

### Raccolte
- 2001 - Bells of Doom
- 2005 - Atlantis Lucid Dreaming
- 2006 - Celebrators of Becoming

### Box-Set
- 2000 - The Early Chapters of Revelation